# Spear of Destiny
Spear of Destiny è un videogioco realizzato nel 1992 dalla id Software.
Si tratta di uno sparatutto in prima persona, realizzato poco tempo dopo Wolfenstein 3D sebbene la storia raccontata si svolga prima delle vicende raccontate dal predecessore. A differenza di Wolfenstein 3D, che era stato ideato per il mercato shareware, Spear of Destiny è destinato per quello tradizionale, ovvero per la vendita diretta nei negozi; per questo id Software si era appoggiata a FormGen.

## Trama
Come nel precedente capitolo, si vestono i panni della spia alleata B.J. Blazkowicz, questa volta alla ricerca della Lancia del Destino, rubata dai nazisti.
Il gioco è composto da 18 livelli in sequenza (più due segreti) e non in episodi, sebbene possano essere divisi in quattro blocchi che terminano con un boss; il motore grafico è il medesimo e non ci sono aggiunte a livello tecnico, ma solamente a livello audiovisivo: sono presenti nuove texture, sprite decorativi, musiche ed effetti sonori.

## Espansioni
Esistono due espansioni ufficiali di Spear of Destiny, entrambe create da FormGen e non da id Software: Mission 2: Return to Danger e Mission 3: Ultimate Challenge. Vennero pubblicate singolarmente nel 1994, ognuna di esse contiene 21 nuovi livelli ed elementi grafici modificati; per essere utilizzate richiedevano il gioco originale. In seguito vennero incluse in una raccolta su cd-rom chiamata Spear of Destiny Super CD Pack, che conteneva anche un generatore di livelli random e un libro con le mappe e consigli per proseguire nel gioco.
Entrambe le espansioni sono incluse nel pacchetto di gioco acquistabile su Steam.